# 日生薬品
日生薬品株式会社（にっせいやくひん）は、静岡県静岡市駒形通1-5-32 に本社を置く、医薬品・医療機器・一般用医薬品等の卸売販売をおこなう企業であった。現在は、アルフレッサグループの「シーエス薬品」である。

## 概要
- 代表取締役社長　　伊藤恵二
- 代表取締役専務　　木村庄八
- 代表取締役　　　　八木博
- 資本金 1,700万円
- 従業員　182人（昭和46年3月）

## 沿史
- 明治43年「伊藤商店」創業
- 昭和39年5月　「株式会社伊藤延吉商店」卸部と「株式会社木村庄八商店」卸部が合併し「日生薬品株式会社」設立
- 昭和39年12月「八木専商事株式会社」卸部を吸収合併

## 営業所
- 静岡県:藤枝市・清水市・富士市・三島市

## 主な取引メーカー
- 三共
- 第一製薬